# Margarita Luti

La donna velata (c. 1516); a pérola (latim: margarita) que lhe adorna o cabelo pode aludir ao nome da amante e modelo de Rafael (Palácio Pitti, em Florença

Margarita Luti (também conhecida como Margherita Luti ou La Fornarina, "a filha do padeiro") foi amante e modelo de Rafael. A história do seu amor transformou-se no "arquétipo da relação entre os artistas e os seus modelos da cultura Ocidental", apesar de pouco se conhecer sobre a sua vida. Dela, Flaubert escreveu, no seu Dicionário de Ideias Recebidas, "Fornarina. Era uma mulher muito bonita. É tudo o que precisamos saber."

## Arte

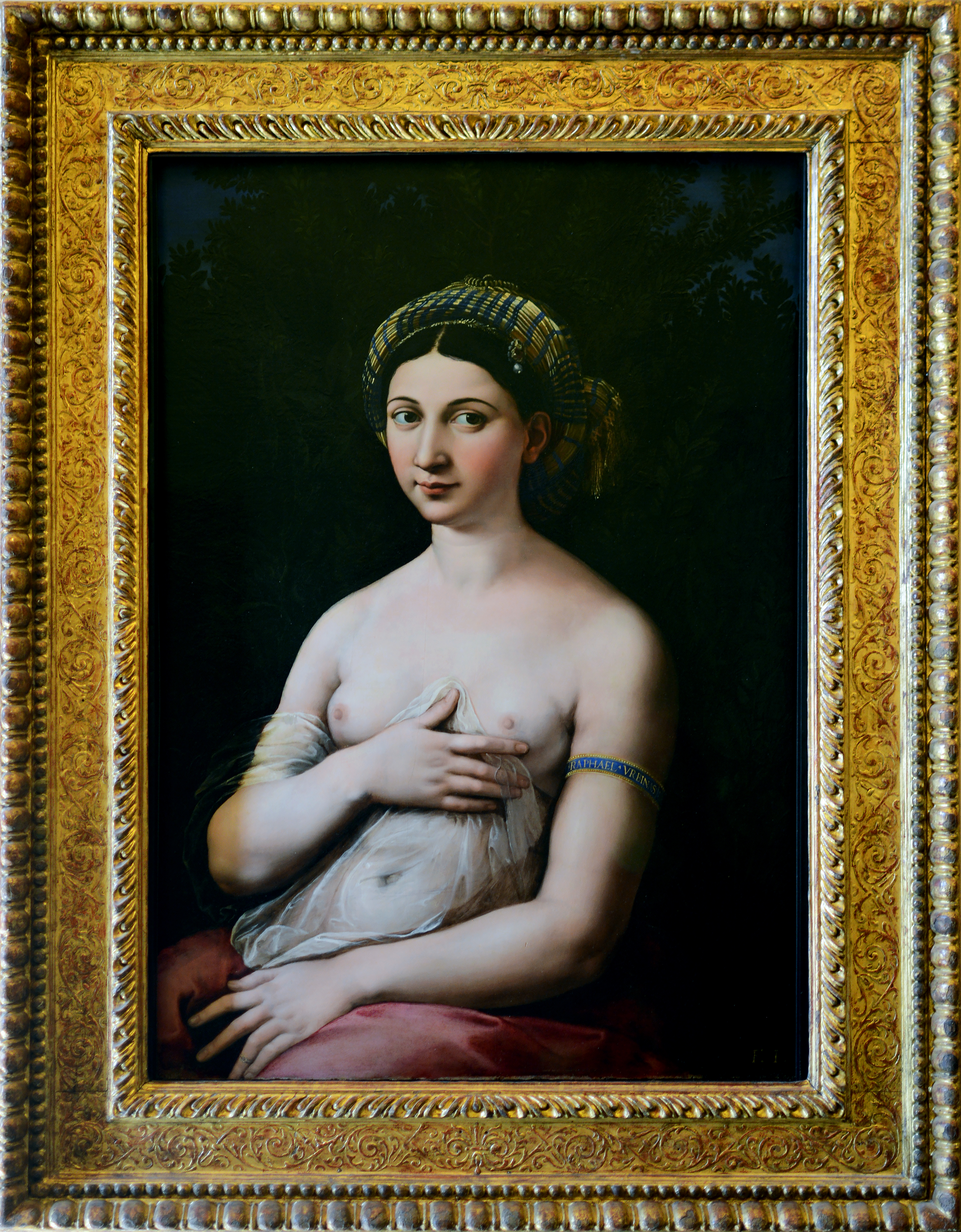
La Fornarina

Dois retratos de Rafael, são identificados como tendo por modelo La Fornarina. Nelas, um em que a modelo surge nua da cintura para cima e outro, La donna velata, onde surge mais recatada. O primeiro fora já diversas vezes identificado antes de ser incluído no catálogo de 1642 da coleção Barberini. Uma estudo que utilizou raios-X, durante os trabalhos de restauro do início do século XXI, promovidos por Estée Lauder, revelaram um anel com um rubi no terceiro dedo da mão esquerda. A modelo usa uma fita com o nome do artista; o anel poderia sugerir o noivado e a profundidade do vínculo entre os dois. O segundo retrato é identificado por Vasari como um retrato da amante de Rafael, "a quem ele amou até morrer, e de quem fez o mais belo retrato, que parece vivo". Margarita serviu de modelo para a Virgem em várias obras religiosas: os seus traços têm sido identificados na Madonna della seggiola, na Madonna di Foligno, na figura ajoelhada da Transfiguração, nos Stanze di Raffaello, no Êxtase de Santa Cecília, e em Galateia. Em cinco ou seis sonetos atribuídos ao pintor, o tema do amor ideal é proeminente; um, talvez apócrifo, é acompanhado por um desenho, por vezes identificado como sendo de La Fornarina.